# 罗龙街道
罗龙街道，是中华人民共和国四川省宜宾市南溪区下辖的一个乡镇级行政单位。2013年12月30日，宜宾市南溪区罗龙镇建制取消，设立南溪区罗龙街道。

## 行政区划
罗龙街道下辖以下地区：
罗龙社区、红光社区、中池村、杉木村、粮仓村、羊耳村、柏木社区、幸福村、砚台村、建设村、骑龙村、牛角村。